# الدن‌زال
الدن‌زال (به هلندی: Oldenzaal) یک منطقهٔ مسکونی در هلند است که در افریسل واقع شده‌است. الدن‌زال ۴۸ متر بالاتر از سطح دریا واقع شده‌است.

## خواهرخوانده
شهر ردا-ویدنبورک خواهرخواندهٔ الدن‌زال هست.